# Mérida (bang)
Mérida (tiếng Tây Ban Nha: Mérida, đọc là Mê-ri-đa) là một bang tại miền tây Venezuela. Thủ phủ của bang là thành phố Mérida. Mérida có diện tích 11.300 km² và dân số hơn 800.000 người, đứng thứ 14 về dân số trong các bang của Venezuela. Bang tiếp giáp với các bang Zulia, Trujillo cùng hồ Maracaibo về phía bắc, bang Barinas về phía đông, và bang Táchira về phía tây.

## Phân cấp hành chính
Bang được chia thành 23 khu tự quản.

## Nhân khẩu
Theo thống kê nhân khẩu năm 2011 của Venezuela, cơ cấu chủng tộc của cư dân Mérida như sau:
| Chủng tộc      | %    |
| -------------- | ---- |
| Người da trắng | 53,7 |
| Người lai      | 42,5 |
| Người da đen   | 1,1  |
| Chủng tộc khác | 2,7  |